# ノルディックスキー世界選手権スキージャンプ競技メダリスト一覧
以下はノルディックスキー世界選手権のスキージャンプ競技におけるメダリスト一覧である。
世界選手権においてジャンプ競技は1925年から採用された。

## 男子

### 個人ラージヒル
※1989年までは90m級
| 開催年 開催場所                 | 金                                 | 銀                               | 銅                           |
| ------------------------------- | ---------------------------------- | -------------------------------- | ---------------------------- |
| 1925 ヨハニスバッド             | ウィレン・ディック                 | ヘンリー・リュングマン           | フランチシェック・ウェンデ   |
| 1926 ラハティ                   | ヤコブ・チューリン・タムス         | オットー・アーセン               | ゲオルク・エスターホルト     |
| 1927 コルティーナ・ダンペッツォ | トーレ・エドマン                   | ウィレン・ディック               | ベルティル・カールソン       |
| 1929 ザコパネ                   | シグムント・ルート                 | クリスティアン・ヨハンソン       | ハンス・クレッペン           |
| 1930 オスロ                     | グンナル・アンデシェン             | ライダル・アンデシェン           | シグムント・ルート           |
| 1931 オーベルホフ               | ビルゲル・ルート                   | フリッツ・カウフマン             | スヴェン・エリクソン         |
| 1933 インスブルック             | マルセル・レイモンド               | ルドルフ・プルケルト             | スヴェン・エリクソン         |
| 1934 ソレフティア               | クリスティアン・ヨハンソン         | アルネ・ホブデ                   | スヴェン・エリクソン         |
| 1935 ビソケ・タトリー           | ビルゲル・ルート                   | ライダル・アンデシェン           | アルフ・アンデシェン         |
| 1937 シャモニー                 | ビルゲル・ルート                   | ライダル・アンデシェン           | シグール・ソリト             |
| 1938 ラハティ                   | アスビョルン・ルート               | スタニスワフ・マルサシュ         | ヒルマル・ミーラ             |
| 1939 ザコパネ                   | ヨーゼフ・ブラドル                 | ビルゲル・ルート                 | アルノル・コングスゴール     |
| 1950 レイク・プラシッド         | ハンス・ビョルンスタット           | トゥーレ・リンドグレーン         | アルンフィン・ベルクマン     |
| 1954 ファールン                 | マッティ・ピエティカイネン         | ヴェイッコ・ヘイノネン           | ブロル・エーストマン         |
| 1958 ラハティ                   | ユハニ・カルキネン                 | エンシオ・ヒッティア             | ヘルムート・レクナゲル       |
| 1962 ザコパネ                   | ヘルムート・レクナゲル             | ニコライ・カメンスキー           | ニロ・ハロネン               |
| 1966 オスロ                     | ビョルン・ヴィルコラ               | 藤沢隆                           | ヒュエル・シェーベリ         |
| 1970 ビソケ・タトリー           | ガリイ・ナパルコフ                 | イジー・ラシュカ                 | スタニスワフ・ガシェニツァ   |
| 1974 ファールン                 | ハンス＝ゲオルク・アッシェンバッハ | ハインツ・ウォジピヴォ           | ルドルフ・ヘーンル           |
| 1978 ラハティ                   | タピオ・ライサネン                 | アロイス・リップブルガー         | ファルコ・バイスフロク       |
| 1982 オスロ                     | マッチ・ニッカネン                 | オーラヴ・ハンソン               | アルミン・コグラー           |
| 1985 ゼーフェルト               | ペール・ベルゲルード               | ヤリ・プイッコネン               | マッチ・ニッカネン           |
| 1987 オーベルストドルフ         | アンドレアス・フェルダー           | ヴェガール・オパース             | エルンスト・フェットーリ     |
| 1989 ラハティ                   | ヤリ・プイッコネン                 | イェンス・バイスフロク           | マッチ・ニッカネン           |
| 1991 ヴァル・ディ・フィエンメ   | フランチ・ペテク                   | ルネ・オリュニク                 | イェンス・バイスフロク       |
| 1993 ファールン                 | エスペン・ブレーデセン             | ヤロスラフ・サカラ               | アンドレアス・ゴルトベルガー |
| 1995 サンダー・ベイ             | トミー・インゲブリクトセン         | アンドレアス・ゴルトベルガー     | イェンス・バイスフロク       |
| 1997 トロンハイム               | 原田雅彦                           | ディーター・トーマ               | シルヴァン・フライホルツ     |
| 1999 ラムソー                   | マルティン・シュミット             | スヴェン・ハンナバルト           | 宮平秀治                     |
| 2001 ラハティ                   | マルティン・シュミット             | アダム・マリシュ                 | ヤンネ・アホネン             |
| 2003 ヴァル・ディ・フィエンメ   | アダム・マリシュ                   | マッチ・ハウタマキ               | 葛西紀明                     |
| 2005 オーベルストドルフ         | ヤンネ・アホネン                   | ロアル・ヨケルソイ               | ヤクブ・ヤンダ               |
| 2007 札幌                       | シモン・アマン                     | ハッリ・オッリ                   | ロアル・ヨケルソイ           |
| 2009 リベレツ                   | アンドレアス・キュッテル           | マルティン・シュミット           | アンデシュ・ヤコブセン       |
| 2011 オスロ                     | グレゴア・シュリーレンツァウアー   | トーマス・モルゲンシュテルン     | シモン・アマン               |
| 2013 ヴァル・ディ・フィエンメ   | カミル・ストッフ                   | ペテル・プレヴツ                 | アンデシュ・ヤコブセン       |
| 2015 ファールン                 | ゼヴェリン・フロイント             | グレゴア・シュリーレンツァウアー | ルネ・ヴェルタ               |
| 2017 ラハティ                   | シュテファン・クラフト             | アンドレアス・ヴェリンガー       | ピオトル・ジワ               |
| 2019 ゼーフェルト               | マルクス・アイゼンビヒラー         | カール・ガイガー                 | キリアン・パイアー           |
| 2021 オーベルストドルフ         | シュテファン・クラフト             | ロベルト・ヨハンソン             | カール・ガイガー             |
| 2023 プラニツァ                 | ティミ・ザイツ                     | 小林陵侑                         | ダヴィド・クバッキ           |
| 2025 トロンハイム               | ドメン・プレブツ                   | ヤン・ヘール                     | 小林陵侑                     |

### 個人ノーマルヒル
1962年大会から採用
| 開催年 開催場所               | 金                                 | 銀                               | 銅                           |
| ----------------------------- | ---------------------------------- | -------------------------------- | ---------------------------- |
| 1962 ザコパネ                 | トラルフ・エンヤン                 | アントニ・ワチアク               | ヘルムート・レクナゲル       |
| 1966 オスロ                   | ビョルン・ヴィルコラ               | ディーター・ノイエンドルフ       | パーヴォ・ルッカリニエミ     |
| 1970 ビソケ・タトリー         | ガリイ・ナパルコフ                 | 笠谷幸生                         | ラーシュ・グリニ             |
| 1974 ファールン               | ハンス＝ゲオルク・アッシェンバッハ | ディートリヒ・カンプ             | アレクセイ・ボロビチン       |
| 1978 ラハティ                 | マティアス・ブーゼ                 | ヘンリー・グラス                 | アレクセイ・ボロビチン       |
| 1982 オスロ                   | アルミン・コグラー                 | ヤリ・プイッコネン               | オーレ・ブレムセット         |
| 1985 ゼーフェルト             | イェンス・バイスフロク             | アンドレアス・フェルダー         | ペール・ベルゲルード         |
| 1987 オーベルストドルフ       | イジー・パルマ                     | マッチ・ニッカネン               | ヴェガール・オパース         |
| 1989 ラハティ                 | イェンス・バイスフロク             | アリ＝ペッカ・ニッコラ           | ハインツ・クッティン         |
| 1991 ヴァル・ディ・フィエンメ | ハインツ・クッティン               | ケント・ヨハンセン               | アリ＝ペッカ・ニッコラ       |
| 1993 ファールン               | 原田雅彦                           | アンドレアス・ゴルトベルガー     | ヤロスラフ・サカラ           |
| 1995 サンダー・ベイ           | 岡部孝信                           | 斉藤浩哉                         | ミカ・ライティネン           |
| 1997 トロンハイム             | ヤンネ・アホネン                   | 原田雅彦                         | アンドレアス・ゴルトベルガー |
| 1999 ラムソー                 | 船木和喜                           | 宮平秀治                         | 原田雅彦                     |
| 2001 ラハティ                 | アダム・マリシュ                   | マルティン・シュミット           | マルティン・ヘルバルト       |
| 2003 ヴァル・ディ・フィエンメ | アダム・マリシュ                   | トミー・インゲブリクトセン       | 葛西紀明                     |
| 2005 オーベルストドルフ       | ロク・ベンコビッチ                 | ヤクブ・ヤンダ                   | ヤンネ・アホネン             |
| 2007 札幌                     | アダム・マリシュ                   | シモン・アマン                   | トーマス・モルゲンシュテルン |
| 2009 リベレツ                 | ウォルフガング・ロイツル           | グレゴア・シュリーレンツァウアー | シモン・アマン               |
| 2011 オスロ                   | トーマス・モルゲンシュテルン       | アンドレアス・コフラー           | アダム・マリシュ             |
| 2013 ヴァル・ディ・フィエンメ | アンデシュ・バーダル               | グレゴア・シュリーレンツァウアー | ペテル・プレヴツ             |
| 2015 ファールン               | ルネ・ヴェルタ                     | ゼヴェリン・フロイント           | シュテファン・クラフト       |
| 2017 ラハティ                 | シュテファン・クラフト             | アンドレアス・ヴェリンガー       | マルクス・アイゼンビヒラー   |
| 2019 ゼーフェルト             | ダヴィド・クバッキ                 | カミル・ストッフ                 | シュテファン・クラフト       |
| 2021 オーベルストドルフ       | ピオトル・ジワ                     | カール・ガイガー                 | アンジェ・ラニシェク         |
| 2023 プラニツァ               | ピオトル・ジワ                     | アンドレアス・ヴェリンガー       | カール・ガイガー             |
| 2025 トロンハイム             | マリウス・リンヴィク               | アンドレアス・ヴェリンガー       | ヤン・ヘール                 |

### 団体ラージヒル
1982年大会から採用、1989年までは90m級
| 開催年 開催場所               | 金 | 銀 | 銅 |
| ----------------------------- | --- | --- | --- |
| 1982 オスロ                   | ノルウェー · ヨハン・セトレ · ペール・ベルゲルード · オーレ・ブレムセット · オーラヴ・ハンソン                                     | オーストリア · ハンス・ヴァルナー · フーベルト・ノイパー · アルミン・コグラー · アンドレアス・フェルダー                                   | フィンランド · ケイヨ・コルホネン · ヤリ・プイッコネン · ペンティ・コッコネン · マッチ・ニッカネン                                       |
| 1984 エンゲルベルク           | フィンランド · マルック・プセニウス · ペンティ・コッコネン · ヤリ・プイッコネン · マッチ・ニッカネン                               | 東ドイツ ウルフ・フィントアイゼン マティアス・ブーゼ クラウス・オストヴァルト イェンス・バイスフロク                                       | チェコスロバキア ラディスラフ・ドゥルホシュ ヴラディミール・ポドジメック イジー・パルマ パベル・プロッツ                                 |
| 1985 ゼーフェルト             | フィンランド · トゥオモ・ユリプリ · ペンティ・コッコネン · マッチ・ニッカネン · ヤリ・プイッコネン                                 | オーストリア · アンドレアス・フェルダー · アルミン・コグラー · ギュンター・シュトランナー · エルンスト・フェットーリ                       | 東ドイツ フランク・ザウエルブレイ マンフレート・デッケルト クラウス・オストヴァルト イェンス・バイスフロク                               |
| 1987 オーベルストドルフ       | フィンランド · マッチ・ニッカネン · アリ＝ペッカ・ニッコラ · トゥオモ・ユリプリ · ペッカ・スオルサ                                 | ノルウェー · オーレ・クリスチャン・エイドハンメル · ホロアル・スティエルネン · オーレ・グンナル・フィディエステール · ヴェガール・オパース | オーストリア · エルンスト・フェットーリ · リヒャルト・シャラート · フランツ・ノイラントナー · アンドレアス・フェルダー                   |
| 1989 ラハティ                 | フィンランド · アリ＝ペッカ・ニッコラ · ヤリ・プイッコネン · マッチ・ニッカネン · リスト・ラーコネン                               | ノルウェー · マグネ・ヨハンセン · クラス・ブレーデ・ブローテン · オーレ・グンナル・フィディエステール · ヨン・インゲ・キョールム           | チェコスロバキア イジー・パルマ マルチン・シュバゲルコ ラディスラフ・ドゥルホシュ パベル・プロッツ                                       |
| 1991 ヴァル・ディ・フィエンメ | オーストリア · ハインツ・クッティン · エルンスト・フェットーリ · シュテファン・ホルンガッハー · アンドレアス・フェルダー           | フィンランド · アリ＝ペッカ・ニッコラ · ライモ・ユリプリ · ヴェサ・ハカラ · リスト・ラーコネン                                             | ドイツ ハイコ・フンガー アンドレ・キーゼヴェッター ディーター・トーマ イェンス・バイスフロク                                             |
| 1993 ファールン               | ノルウェー · ビョルン・ミルバッケン · ヘルゲ・ブレンドリエン · エイヴィン・ベルク · エスペン・ブレーデセン                         | チェコスロバキア マルチン・シュバゲルコ フランチシェック・イエジュ イジー・パルマ ヤロスラフ・サカラ                                       | オーストリア · エルンスト・フェットーリ · ハインツ・クッティン · シュテファン・ホルンガッハー · アンドレアス・ゴルトベルガー             |
| 1995 サンダー・ベイ           | フィンランド · ヤニ・ソイニネン · ヤンネ・アホネン · ミカ・ライティネン · アリ＝ペッカ・ニッコラ                                   | ドイツ イェンス・バイスフロク ゲルト・ジークムント ハンスイェルク・イエックレ ディーター・トーマ                                           | 日本 岡部孝信 西方仁也 斉藤浩哉 安崎直幹                                                                                                 |
| 1997 トロンヘイム             | フィンランド · アリ＝ペッカ・ニッコラ · ヤニ・ソイニネン · ミカ・ライティネン · ヤンネ・アホネン                                   | 日本 船木和喜 岡部孝信 原田雅彦 斉藤浩哉                                                                                                   | ドイツ クリストフ・ドゥッフナー マルティン・シュミット ハンスイェルク・イエックレ ディーター・トーマ                                     |
| 1999 ラムソー                 | ドイツ スヴェン・ハンナバルト クリストフ・ドゥッフナー ディーター・トーマ マルティン・シュミット                                   | 日本 葛西紀明 宮平秀治 原田雅彦 船木和喜                                                                                                   | オーストリア · アンドレアス・ビドヘルツル · マルティン・ヘルバルト · ラインハルト・シュワルツェンベルガー · シュテファン・ホルンガッハー |
| 2001 ラハティ                 | ドイツ スヴェン・ハンナバルト ミヒャエル・ウアマン アレクサンダー・ヘル マルティン・シュミット                                     | フィンランド · リスト・ユシライネン · ヤニ・ソイニネン · ヴィレ・カンテ · ヤンネ・アホネン                                                 | オーストリア · アンドレアス・ゴルトベルガー · ウォルフガング・ロイツル · マルティン・ヘルバルト · シュテファン・ホルンガッハー           |
| 2003 ヴァル・ディ・フィエンメ | フィンランド · ヤンネ・アホネン · タミ・キウル · アルットゥ・ラッピ · マッチ・ハウタマキ                                           | 日本 船木和喜 東輝 宮平秀治 葛西紀明 | ノルウェー · トミー・インゲブリクトセン · ラーシュ・ビステル · シグール・ペテルセン · ビヨーン・アイナール・ローモーレン                 |
| 2005 オーベルストドルフ       | オーストリア · ウォルフガング・ロイツル · アンドレアス・ビドヘルツル · トーマス・モルゲンシュテルン · マルティン・ヘルバルト       | フィンランド · リスト・ユシライネン · タミ・キウル · マッチ・ハウタマキ · ヤンネ・アホネン                                                 | ノルウェー · ビヨーン・アイナール・ローモーレン · シグール・ペテルセン · ラーシュ・ビステル · ロアル・ヨケルソイ                         |
| 2007 札幌                     | オーストリア · ウォルフガング・ロイツル · グレゴア・シュリーレンツァウアー · アンドレアス・コフラー · トーマス・モルゲンシュテルン | ノルウェー · トム・ヒルデ · アンデシュ・バーダル · アンデシュ・ヤコブセン · ロアル・ヨケルソイ                                             | 日本 栃本翔平 岡部孝信 伊東大貴 葛西紀明                                                                                                 |
| 2009 リベレツ                 | オーストリア · ウォルフガング・ロイツル · マルティン・コッホ · トーマス・モルゲンシュテルン · グレゴア・シュリーレンツァウアー     | ノルウェー · アンデシュ・バーダル · トム・ヒルデ · ヨハン・レメン・エベンセン · アンデシュ・ヤコブセン                                     | 日本 栃本翔平 岡部孝信 伊東大貴 葛西紀明                                                                                                 |
| 2011 オスロ                   | オーストリア · グレゴア・シュリーレンツァウアー · マルティン・コッホ · アンドレアス・コフラー · トーマス・モルゲンシュテルン       | ノルウェー · アンデシュ・ヤコブセン · ヨハン・レメン・エベンセン · アンデシュ・バーダル · トム・ヒルデ                                     | スロベニア ペテル・プレヴツ ユーリ・テペシュ イェルネイ・ダミヤン ロベルト・クラニエッツ                                                 |
| 2013 ヴァル・ディ・フィエンメ | オーストリア · ウォルフガング・ロイツル · マヌエル・フェットナー · トーマス・モルゲンシュテルン · グレゴア・シュリーレンツァウアー | ドイツ アンドレアス・ヴァンク ゼヴェリン・フロイント ミヒャエル・ノイマイアー リヒャルト・フライターク                                     | ポーランド マチェイ・コット ピオトル・ジワ ダヴィド・クバッキ カミル・ストッフ                                                           |
| 2015 ファールン               | ノルウェー · アンデシュ・バーダル · アンデシュ・ヤコブセン · アンデシュ・ファンネメル · ルネ・ヴェルタ                             | オーストリア · シュテファン・クラフト · ミヒャエル・ハイベック · マヌエル・ポッピンガー · グレゴア・シュリーレンツァウアー                 | ポーランド ピオトル・ジワ クレメンス・ムランカ ヤン・ジオブロ カミル・ストッフ                                                           |
| 2017 ラハティ                 | ポーランド ピオトル・ジワ ダヴィド・クバッキ マチェイ・コット カミル・ストッフ                                                     | ノルウェー · アンデシュ・ファンネメル · ヨハン・アンドレ・フォルファン · ダニエル＝アンドレ・タンデ · アンドレアス・スティエルネン         | オーストリア · ミヒャエル・ハイベック · マヌエル・フェットナー · グレゴア・シュリーレンツァウアー · シュテファン・クラフト               |
| 2019 ゼーフェルト             | ドイツ カール・ガイガー リヒャルト・フライターク シュテファン・ライエ マルクス・アイゼンビヒラー                                   | オーストリア · フィリップ・アシェンヴァルト · ミヒャエル・ハイベック · ダニエル・フーバー · シュテファン・クラフト                         | 日本 佐藤幸椰 伊東大貴 小林潤志郎 小林陵侑                                                                                               |
| 2021 オーベルストドルフ       | ドイツ ピウス・パシュケ ゼヴェリン・フロイント マルクス・アイゼンビヒラー カール・ガイガー                                         | オーストリア · フィリップ・アシェンヴァルト · ヤン・ヘール · ダニエル・フーバー · シュテファン・クラフト                                   | ポーランド ピオトル・ジワ アンジェイ・スネンカワ カミル・ストッフ ダヴィド・クバッキ                                                     |
| 2023 プラニツァ               | スロベニア ロヴロ・コス ジガ・イェラル ティミ・ザイツ アンジェ・ラニシェク                                                         | ノルウェー · ヨハン・アンドレ・フォルファン · クリストファー・エリクセン・スンダル · マリウス・リンヴィク · ハルヴォル・アイネル・グラネル | オーストリア · ダニエル・チョフェニヒ · ミヒャエル・ハイベック · ヤン・ヘール · シュテファン・クラフト                                   |
| 2025 トロンハイム             | スロベニア ロヴロ・コス ドメン・プレヴツ ティミ・ザイツ アンジェ・ラニシェク                                                       | オーストリア · ダニエル・チョフェニヒ · マクシミニアン・オルトナー · シュテファン・クラフト · ヤン・ヘール                                 | ノルウェー · ヨハン・アンドレ・フォルファン · ロビン・ペダーセン · クリストファー・エリクセン・スンダル · マリウス・リンヴィク           |

1984年は世界選手権を兼ねたサラエボオリンピックで団体戦を実施しなかった為、スイスのエンゲルベルクで団体戦を実施した。

### 団体ノーマルヒル
2001年、2005年、2011年大会で採用された。
| 開催年 開催場所         | 金 | 銀 | 銅                                                                                                 |
| ----------------------- | --- | --- | -------------------------------------------------------------------------------------------------- |
| 2001 ラハティ           | オーストリア · ウォルフガング・ロイツル · アンドレアス・ゴルトベルガー · シュテファン・ホルンガッハー · マルティン・ヘルバルト | フィンランド · マッチ・ハウタマキ · リスト・ユシライネン · ヴィレ・カンテ · ヤンネ・アホネン                   | ドイツ スヴェン・ハンナバルト ミヒャエル・ウアマン アレクサンダー・ヘル マルティン・シュミット     |
| 2005 オーベルストドルフ | オーストリア · ウォルフガング・ロイツル · アンドレアス・ビドヘルツル · トーマス・モルゲンシュテルン · マルティン・ヘルバルト   | ドイツ ミヒャエル・ノイマイアー マルティン・シュミット ミヒャエル・ウアマン ゲオルク・シュペート               | スロベニア プリモジュ・ペテルカ ユーレ・ボガタイ ロク・ベンコビッチ イェルネイ・ダミヤン           |
| 2011 オスロ             | オーストリア · グレゴア・シュリーレンツァウアー · マルティン・コッホ · アンドレアス・コフラー · トーマス・モルゲンシュテルン   | ノルウェー · アンデシュ・ヤコブセン · ビヨーン・アイナール・ローモーレン · アンデシュ・バーダル · トム・ヒルデ | ドイツ マルティン・シュミット ミヒャエル・ノイマイアー ミヒャエル・ウアマン ゼヴェリン・フロイント |

## 女子

### 個人ノーマルヒル
2009年大会から採用された。
| 開催年 開催場所               | 金                     | 銀                       | 銅                                 |
| ----------------------------- | ---------------------- | ------------------------ | ---------------------------------- |
| 2009 リベレツ                 | リンジー・ヴァン       | ウルリケ・グレッスラー   | アネッテ・サーゲン                 |
| 2011 オスロ                   | ダニエラ・イラシュコ   | エレナ・ルンガルディエル | コリン・マテル                     |
| 2013 ヴァル・ディ・フィエンメ | サラ・ヘンドリクソン   | 高梨沙羅                 | ジャクリーン・ザイフリーツベルガー |
| 2015 ファールン               | カリーナ・フォークト   | 伊藤有希                 | ダニエラ・イラシュコ＝シュトルツ   |
| 2017 ラハティ                 | カリーナ・フォークト   | 伊藤有希                 | 高梨沙羅                           |
| 2019 ゼーフェルト             | マーレン・ルンビ       | カタリナ・アルトハウス   | ダニエラ・イラシュコ＝シュトルツ   |
| 2021 オーベルストドルフ       | エマ・クリネツ         | マーレン・ルンビ         | 高梨沙羅                           |
| 2023 プラニツァ               | カタリナ・アルトハウス | エヴァ・ピンケルニッヒ   | アンナ・オーディン・ストロン       |
| 2025 トロンハイム             | ニカ・プレヴツ         | ゼリーナ・フライターク   | アンナ・オーディン・ストロン       |

### 個人ラージヒル
2021年大会から採用された。
| 開催年 開催場所         | 金                             | 銀                     | 銅                             |
| ----------------------- | ------------------------------ | ---------------------- | ------------------------------ |
| 2021 オーベルストドルフ | マーレン・ルンビ               | 高梨沙羅               | ニカ・クリジュナル             |
| 2023 プラニツァ         | アレクサンドリア・ルーティット | マーレン・ルンビ       | カタリナ・アルトハウス         |
| 2025 トロンハイム       | ニカ・プレヴツ                 | ぜリーナ・フライターク | アイリン・マリア・クヴァンダル |

### 団体ノーマルヒル
2019年大会から採用された。
| 開催年 開催場所         | 金 | 銀 | 銅 |
| ----------------------- | --- | --- | --- |
| 2019 ゼーフェルト       | ドイツ ユリアネ・ザイファルト ラモナ・シュトラウブ カリーナ・フォークト カタリナ・アルトハウス                                  | オーストリア · エヴァ・ピンケルニッヒ · ジャクリーン・ザイフリーツベルガー · キアラ・ヘルツル · ダニエラ・イラシュコ＝シュトルツ | ノルウェー · シリエ・オプセット · Ingebjørg Saglien Bråten · アンナ・オーディン・ストロン · マーレン・ルンビ                   |
| 2021 オーベルストドルフ | オーストリア · ダニエラ・イラシュコ＝シュトルツ · Sophie Sorschag · キアラ・ヘルツル · マリタ・クラマー                         | スロベニア ニカ・クリジュナル シュペラ・ロゲリ Urša Bogataj エマ・クリネツ                                                       | ノルウェー · シリエ・オプセット · アンナ・オーディン・ストロン · テア・ミンイエン・ビョルセット · マーレン・ルンビ             |
| 2023 プラニツァ         | ドイツ アンナ・ルプレヒト ルイーザ・ゲーリヒ ゼリーナ・フライターク カタリナ・アルトハウス                                      | オーストリア · キアラ・クロイツァー · ユリア・ミュールバッハー · ジャクリーン・ザイフリーツベルガー · エヴァ・ピンケルニッヒ     | ノルウェー · マーレン・ルンビ · アイリン・マリア・クヴァンダル · テア・ミンイエン・ビョルセット · アンナ・オーディン・ストロン |
| 2025 トロンハイム       | ノルウェー · アンナ・オーディン・ストロン · Ingvild Synnøve Midtskogen · Heidi Dyhre Traaserud · アイリン・マリア・クヴァンダル | オーストリア · リザ・エダー · ユリア・ミュールバッハー · ジャクリーン・ザイフリーツベルガー · エヴァ・ピンケルニッヒ             | ドイツ ユリアネ・ザイファルト カタリナ・シュミト アグネス・ライシュ ゼリーナ・フライターク                                     |

## 混合

### 団体ノーマルヒル
2013年から2023年まで行われた。
| 開催年 開催場所               | 金 | 銀 | 銅 |
| ----------------------------- | --- | --- | --- |
| 2013 ヴァル・ディ・フィエンメ | 日本 伊藤有希 伊東大貴 高梨沙羅 竹内択                                                                   | オーストリア · キアラ・ヘルツル · トーマス・モルゲンシュテルン · ジャクリーン・ザイフリーツベルガー · グレゴア・シュリーレンツァウアー       | ドイツ ウルリケ・グレッスラー リヒャルト・フライターク カリーナ・フォークト ゼヴェリン・フロイント                   |
| 2015 ファールン               | ドイツ カリーナ・フォークト リヒャルト・フライターク カタリナ・アルトハウス ゼヴェリン・フロイント       | ノルウェー · リーネ・ヤー · アンデシュ・バーダル · マーレン・ルンビ · ルネ・ヴェルタ                                                         | 日本 高梨沙羅 葛西紀明 伊藤有希 竹内択                                                                               |
| 2017 ラハティ                 | ドイツ カリーナ・フォークト マルクス・アイゼンビヒラー ユリアネ・ザイファルト アンドレアス・ヴェリンガー | オーストリア · ダニエラ・イラシュコ＝シュトルツ · ミヒャエル・ハイベック · ジャクリーン・ザイフリーツベルガー · シュテファン・クラフト       | 日本 高梨沙羅 竹内択 伊藤有希 伊東大貴                                                                               |
| 2019 ゼーフェルト             | ドイツ カタリナ・アルトハウス マルクス・アイゼンビヒラー ユリアネ・ザイファルト カール・ガイガー         | オーストリア · エヴァ・ピンケルニッヒ · フィリップ・アシェンヴァルト · ダニエラ・イラシュコ＝シュトルツ · シュテファン・クラフト             | ノルウェー · アンナ・オーディン・ストロン · ロベルト・ヨハンソン · マーレン・ルンビ · アンドレアス・スティエルネン   |
| 2021 オーベルストドルフ       | ドイツ カタリナ・アルトハウス マルクス・アイゼンビヒラー アンナ・ルプレヒト カール・ガイガー             | ノルウェー · シリエ・オプセット · ロベルト・ヨハンソン · マーレン・ルンビ · ハルヴォル・アイネル・グラネル                                   | オーストリア · マリタ・クラマー · ミヒャエル・ハイボック · ダニエラ・イラシュコ＝シュトルツ · シュテファン・クラフト |
| 2023 プラニツァ               | ドイツ ゼリーナ・フライターク カール・ガイガー カタリナ・アルトハウス アンドレアス・ヴェリンガー         | ノルウェー · アンナ・オーディン・ストロン · ヨハン・アンドレ・フォルファン · テア・ミンイエン・ビョルセット · ハルヴォル・アイネル・グラネル | スロベニア ニカ・クリジュナル ティミ・ザイツ エマ・クリネツ アンジェ・ラニシェク                                     |

### 団体ラージヒル
2025年から採用された。
| 開催年 開催場所   | 金 | 銀                                                                             | 銅 |
| ----------------- | --- | ------------------------------------------------------------------------------ | --- |
| 2025 トロンハイム | ノルウェー · アンナ・オーディン・ストロン · マリウス・リンヴィク · アイリン・マリア・クヴァンダル · ヨハン・アンドレ・フォルファン | スロベニア エマ・クリネツ ドメン・プレヴツ ニカ・プレヴツ アンジェ・ラニシェク | オーストリア · エヴァ・ピンケルニッヒ · シュテファン・クラフト · ジャクリーン・ザイフリーツベルガー · ヤン・ヘール |